# Jean-Claude Guibal
Pour les articles homonymes, voir Guibal.
Jean-Claude Guibal, né le 13 janvier 1941 à Ajaccio et mort le 25 octobre 2021 à Menton, est un homme politique français.
Il est maire de Menton de 1989 à sa mort (pendant trente-deux ans), député des Alpes-Maritimes pendant vingt ans et président de la communauté d'agglomération de la Riviera française pendant onze ans.

## Biographie

### Situation personnelle
Diplômé à 22 ans de l'École des hautes études commerciales (HEC 1963), puis de l’Institut d’études politiques de Paris (Sciences Po 1965), c'est un ancien élève de l'École nationale d’administration (promotion ENA 1967-1969).
À sa sortie de l'ENA, il est attaché à la direction générale du groupe Louis-Dreyfus (1970-1973) et maître de conférences à l’Institut d’études politiques de Paris (1972-1976).
Il est directeur financier du Consortium européen de transports maritimes en 1973-1974, rapporteur du Comité d’étude pour la réforme de l’entreprise en 1974-1975, délégué général d'« Entreprise et Progrès » en 1982-1986 et délégué général de la Fédération des industries ferroviaires en 1976-1991.
Chargé de mission auprès de Pierre Méhaignerie, au ministère de l'Équipement, du Logement, de l'Aménagement du territoire et des Transports (1986-1988).
En 2001, il épouse Colette Giudicelli, sénatrice à partir de 2008 et qui a été, de 1989 à 2009, sa première adjointe à la mairie de Menton. C'est l'un des deux seuls exemples en France, d'un couple formé par un ou une député(e) et un ou une sénateur(sénatrice), tous deux en exercice, l'autre couple étant celui formé par la députée Laurence Abeille et le sénateur Jean Desessard[réf. nécessaire].

### Parcours politique
Après avoir été membre de l'UDF, proche de Raymond Barre, puis affilié au RPR à partir de 1996, il adhère à l'UMP puis à LR.
En 1989, il est élu maire de Menton face au sortant Emmanuel Aubert, qu'il devance de 2 200 voix dès le 1er tour (40% contre 25% des suffrages exprimés). Réélu après que sa liste l’a emporté au premier tour en 1995 et 2001, il entame un quatrième mandat en 2008 ; lors de ces dernières élections, à l’issue du second tour, sa liste obtient 28 élus (58,8 %), avec Colette Giudicelli en deuxième place, tandis que celle du Parti socialiste) en obtient sept, avec son meilleur score (41,2 %) depuis plus de cinquante ans[réf. nécessaire]. Il est réélu en 2014 et 2020.
Après deux échecs successifs aux élections législatives de 1988 et de 1993, Jean-Claude Guibal est élu député de la quatrième circonscription des Alpes-Maritimes en 1997, puis réélu en 2002, 2007 (dès le premier tour avec 60 % des suffrages) puis en 2012 (avec 55 % face à Lydia Schénardi). Il ne se représente pas, en raison de la loi sur le cumul des mandats entrée en vigueur en 2017, préférant se consacrer à la mairie de Menton ; Alexandra Valetta-Ardisson, candidate La République en marche, lui succède.
Jean-Claude Guibal est également président de la communauté d'agglomération de la Riviera française dont le siège se trouve à Menton, et vice-président de la Mission opérationnelle transfrontalière.
Il soutient Nicolas Sarkozy pour le premier tour de primaire présidentielle des Républicains de 2016 puis François Fillon après sa victoire.

### Mort
Il meurt le 25 octobre 2021 à Menton, à l'âge de 80 ans, des suites d'un arrêt cardiaque. Ses obsèques ont lieu à la basilique Saint-Michel-Archange de Menton, dans l'après-midi du 29 octobre.
Après son décès, ses deux premiers adjoints Yves Juhel et Sandra Paire se livrent une brutale guerre de succession.

## Synthèse des mandats
- Du 20 mars 1989 à sa mort le 25 octobre 2021 : maire de Menton
- 12 juin 1997 – 20 juin 2017 : député de la 4e circonscription des Alpes-Maritimes
- De 2001 à 2008 et de 2017 à sa mort : président de la communauté d'agglomération de la Riviera française

## Affaires
En 2012, Jean-Claude Guibal a été cité dans l'affaire Bygmalion pour avoir sollicité les services de l'entreprise Bygmalion pour un audit des communications de la ville de Menton, pour un contrat d'une valeur de 14 700 €, sans avoir à faire d'appel d'offre, ceux-ci étant obligatoires à partir de 15 000 €. Il a en même temps commandé un sondage à la société Com1+, dirigée par Guillaume Peltier, l'un des créateurs du courant la Droite forte au sein de l'UMP, pour un peu moins de 15 000 € aussi. En avril 2014, le parquet de Nice ouvre une enquête préliminaire qui entraîne une perquisition au siège parisien de Bygmalion : pour le parquet, le partage en deux contrats, attribués l'un à Com1+ et l'autre à Bygmalion, avait pour but de se soustraire à l'obligation de passer un appel d'offres. Le 12 décembre, Bastien Millot, PDG de Bygmalion est brièvement retenu en garde vue à Nice, et Jean-Claude Guibal, entendu en audition libre, au titre de son statut de député.
Par ailleurs, la belle-fille de Jean-Claude Guibal était sa cheffe de cabinet jusqu'à la loi de 2017 interdisant les emplois familiaux : elle alors est nommée directrice générale de la SPL, société gérant les ports de Menton, à qui la commune avait externalisé la gestion du littoral, et qui gère d'importants marchés de grands travaux et des concessions de plage.
À son arrivée en janvier 2021, un nouveau directeur général des services de la commune, détecte des « dysfonctionnements » dans la gestion des ports et les signale au préfet. Une enquête est ouverte en juin 2021 sur Jean-Claude Guibal pour « prise illégale d’intérêts, détournement de fonds publics, corruption et trafic d’influence ». Cette enquête concerne de possibles malversations dans la gestion de la commune, en relation avec plusieurs sociétés publiques locales. En juillet, des perquisitions ont lieu aux domiciles du maire et de sa belle-fille, ainsi qu'au siège de la SPL.
La mort de Jean-Claude Guibal, en octobre, fait éclater un conflit latent au sein de la municipalité. La rivalité entre les clans de sa 1ère adjointe (Sandra Paire) et de son 2e adjoint (Yves Juhel), qui se solde par l'élection du second au fauteuil de maire par 18 voix contre 17 et par la démission de la moitié du conseil, n'est pas seule en cause. Yves Juhel, élu en promettant de mettre fin au « système » Guibal, découvre en prenant ses fonctions que 584 kg de documents ont été entretemps évacués et brûlés. En outre, un système de reroutage des e-mails des adjoints avait été mis en place par le beau-fils de Jean-Claude Guibal, alors le directeur des Services informatiques. La destruction de documents est justifiée par Sandra Paire comme celle de papiers personnels ou de campagne de l'ancien maire, et le reroutage comme n'étant pas destiné à la surveillance.

## Décorations
- Chevalier de l'ordre des Arts et des Lettres
- Chevalier de l'ordre national du Mérite
- Officier de l'ordre de Saint-Charles